# Jake Gougeon
Jake Gougeon (1996) è un ex sciatore alpino canadese.

## Biografia
Attivo in gare FIS dal gennaio del 2012, in Nor-Am Cup Gougeon ha esordito il 23 novembre 2013 a Loveland in slalom gigante, senza completare la gara, e ha ottenuto il suo miglior piazzamento il 15 dicembre 2016 a Panorama nella medesima specialità (12º). Il 23 marzo 2017 ha disputato la sua ultima gara in Nor-Am Cup, lo slalom speciale di Mont-Sainte-Marie che non ha completato; la sua ultima gara in carriera è stata lo slalom gigante FIS disputato a Georgian Peaks il 13 marzo 2018, chiuso da Gougeon al 14º posto. Non ha debuttato in Coppa del Mondo né preso parte a rassegne olimpiche o iridate.

## Palmarès

### Nor-Am Cup
- Miglior piazzamento in classifica generale: 49º nel 2017

### Campionati canadesi
- 1 medaglia:
  - 1 argento (supergigante nel 2017)